# Svaljavská městská komunita
Svaljavská městská komunita (ukrajinsky Свалявська міська громада) je územní společenství  v mukačevském okrese Zakarpatské oblasti Ukrajiny. Správním centrem je město Svaljava. Svaljavská městská komunita vznikla dne 12. června 2020. V roce 2020 žilo v této komunitě 27719 obyvatel.
Kromě města Svaljava jsou v této komunitě tato sídla:
- Dračyno, ukrajinsky Драчино
- Dusyno, ukrajinsky Дусино
- Lopušanka, ukrajinsky Лопушанка
- Plavja, ukrajinsky Плав'я
- Rosoš, ukrajinsky Росош
- Strojne, ukrajinsky Стройне
- Černyk, ukrajinsky Черник
- Tybava, ukrajinsky Тибава
- Mala Martynka, ukrajinsky Мала Мартинка

## Geografie
Územím obce protékají řeky Latorica, Svaljavka a Dusynka.